# Ліктьова кістка
Ліктьова кі́стка (лат. ulna) — кістка руки, яка має тіло і два епіфізи. На верхньому епіфізі є два відростки: ліктьовий (англ. olecranon process) і вінцевий (англ. coronoid process). Між ними утворюється блокоподібна вирізка, яка з'єднується з однойменною суглобовою поверхнею плечової кістки (утворюється блокоподібний суглоб). На латеральній поверхні є променева вирізка, куди заходить головка променевої кістки і утворюється проксимальний променево-ліктьовий суглоб (циліндричний). Тіло тригранне: долонна, тильна і латеральна поверхні. Долонна і тильна утворюють міжкістковий гребінь. На нижньому епіфізі є головка з суглобовою поверхнею і медіальний шилоподібний відросток, що виступає зі сторони малого пальця.